# Fußgönheim
Fußgönheim és un municipi situat al districte de Rin-Palatinat, a l'estat federat de Renània-Palatinat (Alemanya). La seva població estimada a finals de 2016 era de 2.611 habitants.
Està situat a sud-est de l'estat, a prop de les ciutats de Ludwigshafen, Espira i Worms, i del riu Rin, que el separa dels estats de Hessen i Baden-Württemberg.